# ریچل آترتون
ریچل آترتون (انگلیسی: Rachel Atherton؛ زادهٔ ۶ دسامبر ۱۹۸۷) دوچرخه‌سوار اهل بریتانیا متبحر، در دوچرخه‌سواری سرازیری کوهستان و قهرمان چندین دورهٔ مسابقات جهانی در این رشته‌است.
او در مسابقات کشوری و بین‌المللی در مجموع برندهٔ ۶ مدال طلا، ۴ مدال نقره و ۱ مدال برنز شده‌است.